# E²
e² é um álbum de compilações do cantor Eros Ramazzotti, lançado na Europa e na América latina. Este é o décimo quarto álbum, incluindo álbuns ao vivo e de compilação, sendo o segundo álbum de compilação do cantor.

## Alinhamento de faixas
Disco 114 faixas antigas + 4 novas faixas *
1. "Non siamo soli*" (dueto com Ricky Martin)
2. "Terra promessa"
3. "Una storia importante" (remix)
4. "Un cuore con le ali"
5. "Adesso tu"
6. "Se bastasse una canzone"
7. "Cose della vita" (Can’t Stop Thinking Of You) (dueto com Tina Turner)
8. "Un'altra te"
9. "Favola"
10. "L'aurora"
11. "Più bella cosa"
12. "Più che puoi" (com Cher)
13. "Non ti prometto niente"
14. "I Belong to You (Il Ritmo della Passione)" (dueto com Anastacia)
15. "La nostra vita"
16. "Ci parliamo da grandi" *
17. "Dove si nascondono gli angeli" *
18. "Il tempo tra di noi" *

Disco 2
1. "Adesso tu" (com Gian Piero Reverberi & London Sessio Orchestra)
2. "Cose che ho visto" (produzido por Michele Canova Iorfida)
3. "Musica è" (com Gian Piero Reverberi & London Sessio Orchestra)
4. "Dolce Barbara" (com Dado Moroni)
5. "Taxi story" (com Jon Spencer)
6. "Cose della vita" (produzido por John Shanks)
7. "L'aurora" (produzido por Wyclef Jean)
8. "Più bella cosa" (produzido por by John Shanks)
9. "Dove c'è musica" (com Steve Vai)
10. "E ancor mi chiedo" (com Gian Piero Reverberi & London Sessio Orchestra)
11. "Fuoco nel fuoco" (com Carlos Santana)
12. "L'ombra del gigante" (produzido por by Pat Leonard)
13. "Il buio ha i tuoi occhi" (com Rhythm del mundo)
14. "Un attimo di pace" (comTake 6)
15. "Un'emozione per sempre" (com The Chieftains)
16. "Solo ieri" (com Gian Piero Reverberi & London Sessio Orchestra)
17. "Esta pasando noviembre" (com Amaia de La Oreja de Van Gogh)

## Desempenho

### Posições  e certificações
| Tabela musicais (2007)                          | Melhor posição | Certificação |
| ----------------------------------------------- | -------------- | ------------ |
| Australian Top 50                               | 38             |              |
| Austria Top 40                                  | 4              |              |
| Belgium Top 50                                  | 10             | Ouro         |
| Denmark Albums Chart                            | 6              | Ouro         |
| Dutch Top 100                                   | 5              |              |
| Europe Top 100                                  | 2              |              |
| France Top 200                                  | 6              | Ouro         |
| Germany Top 100                                 | 2              | Ouro         |
| Greece Albums Chart                             | 1              | Platina      |
| Hungarian Albums Chart                          | 2              | Platina      |
| Italy Top 100                                   | 1 (2x)         | Diamante     |
| Mexico Top 100                                  | 21             |              |
| Norway Top 100                                  | 2              |              |
| Poland Albums Chart                             | 28             | Ouro         |
| Portugal Top 30                                 | 6              |              |
| Spain Top 100                                   | 3              | Platina      |
| Sweden Top 60                                   | 1 (7x)         | 2× Platina   |
| Switzerland Top 100                             | 1              | 2× Platina   |
| U.S. Billboard Top Heatseekers                  | 18             |              |
| U.S. Billboard Top Heatseekers (South Atlantic) | 2              |              |
| U.S. Billboard Top Latin Pop Albums             | 12             |              |
| U.S. Billboard Top Latin Albums                 | 32             |              |